# 삼방초등학교
삼방초등학교(三芳初等學校, Sambang Elementary School)는 대한민국 경상남도 김해시 삼방동에 위치한 초등학교이다.

## 연혁
- 1991년 3월 1일: 삼방초등학교 설립인가
- 1991년 9월 1일: 초대 김성룡 교장 부임
- 1992년 3월 18일: 삼방초등학교 개교
- 2009년 3월 1일: 경상남도교육청지정 교육복지투자학교 선정
- 2010년 3월 1일: 경상남도교육청지정 기초학력책임지도지역 중심학교
- 2010년 9월 1일: 경상남도교육청지정 학력중점학교 운영
- 2011년 3월 1일: 제10대 노재원 교장 부임
- 2012년 2월 18일: 제20회 졸업식(졸업생 총수 811명)
- 2013년 3월 1일: 제11대 이상롱 교장 취임

## 학교 현황
- 학생수 = 409명
- 교직원수 = 교사: 28명, 직원: 20명
- 학급 수(2021년 기준)
  - 1학년: 2학급
  - 2학년: 2학급
  - 3학년: 2학급
  - 4학년: 2학급
  - 5학년: 2학급
  - 6학년: 2학급